# Grška nogometna reprezentanca
Grška nogometna reprezentanca zastopa Grčijo na mednarodnih reprezentančnih nogometnih tekmovanjih, sestavlja jo Nogometna zveza Grčije. Na svetovnih prvenstvih je nastopila dvakrat, v letih 1994 in 2010. Najboljši rezultat na evropskih prvenstvih je dosegla leta 2004 z osvojitvijo naslova evropskega prvaka.

## Selektorji
| Selektor             | Narodnost     | Leta vodenja |
| -------------------- | ------------- | ------------ |
| Fernando Santos      | Portugalska   | 2010–        |
| Otto Rehhagel        | Nemčija       | 2001–2010    |
| Vassilis Daniill     | Grčija        | 1999–2001    |
| Anghel Iordănescu    | Romunija      | 1998–1999    |
| Kostas Polychroniou  | Grčija        | 1994–1998    |
| Alketas Panagoulias  | Grčija        | 1992–1994    |
| Antonis Georgiadis   | Grčija        | 1989–1992    |
| Alekos Sofianidis    | Grčija        | 1988–1989    |
| Miltos Papapostolou  | Grčija        | 1984–1988    |
| Christos Archontidis | Grčija        | 1982–1984    |
| Alketas Panagoulias  | Grčija        | 1977–1982    |
| Lakis Petropoulos    | Grčija        | 1976–1977    |
| Alketas Panagoulias  | Grčija        | 1973–1976    |
| Billy Bingham        | Severna Irska | 1971–1973    |
| Lakis Petropoulos    | Grčija        | 1969–1971    |
| Dan Georgiadis       | Grčija        | 1968–1969    |
| Panos Markovits      | Grčija        | 1966–1968    |

| Selektor             | Narodnost     | Leta vodenja |
| -------------------- | ------------- | ------------ |
| Lakis Petropoulos    | Grčija        | 1964–1966    |
| Tryfon Tzanetis      | Grčija        | 1960–1964    |
| Paul Baron           | Francija      | 1959–1960    |
| Rino Martini         | Italija       | 1957–1959    |
| Kostas Andritsos     | Grčija        | 1956–1957    |
| Ioannis Chelmis      | Grčija        | 1955–1956    |
| Antonis Migiakis     | Grčija        | 1954–1955    |
| Kostas Negrepontis   | Grčija        | 1953–1954    |
| Antonis Migiakis     | Grčija        | 1951–1953    |
| Kostas Negrepontis   | Grčija        | 1938–1951    |
| Kostas Konstantaras  | Grčija        | 1935–1938    |
| Apostolos Nikolaidis | Grčija        | 1934–1935    |
| Kostas Negrepontis   | Grčija        | 1933–1934    |
| Lefteris Panourgias  | Grčija        | 1932–1933    |
| Jan Kopsiva          | Češkoslovaška | 1930–1932    |
| Apostolos Nikolaidis | Grčija        | 1929–1930    |